# آرمن سارگسیان (دیپلمات)
آرمن سورنی سارگسیان (Արմեն Սուրենի Սարգսյան؛ زادهٔ ۲۰ مارس ۱۹۵۸ - درگذشته ۲۹ آوریل ۲۰۲۲) یک دیپلمات اهل ارمنستان بود وی از سال ۲۰۱۶ سفیر جمهوری ارمنستان در کشور بلغارستان می‌باشد. وی بین سال‌های ۱۹۷۶ تا ۱۹۸۱ در دانشکده مطالعات شرقی دانشگاه دولتی ایروان تحصیل کرده‌است. بین سال‌های ۱۹۹۱ تا ۱۹۹۴ در نیروهای مسلح ارمنستان خدمت نموده‌است.